# سترونکوویتسه ناد وولینکوو
سترونکوویتسه ناد وولینکوو (به چکی: Strunkovice nad Volyňkou) یک منطقهٔ مسکونی در جمهوری چک است که در ناحیه ستراکونیتسه واقع شده‌است. سترونکوویتسه ناد وولینکوو ۳٫۷۸ کیلومتر مربع مساحت و ۱۰۹ نفر جمعیت دارد و ۴۴۲ متر بالاتر از سطح دریا واقع شده‌است.